# Allium mongolicum
Allium mongolicum är en amaryllisväxtart som beskrevs av Eduard August von Regel. Allium mongolicum ingår i släktet lökar, och familjen amaryllisväxter. Inga underarter finns listade i Catalogue of Life.